# Lamia annulicornis
Lamia annulicornis là một loài bọ cánh cứng trong họ Cerambycidae.